# 4425-ös mellékút (Magyarország)
A 4425-ös számú mellékút egy közel 20 kilométer hosszú, négy számjegyű országos közút Csongrád-Csanád vármegye területén; a Makóhoz tartozó, egykor önálló Rákos községet és a város északi tanyavilágát köti össze Királyhegyessel és Apátfalvával. Jelentősége a második világháború előtt a mainál jóval nagyobb lehetett, mivel Apátfalva után híddal keresztezte a Maros folyását, majd folytatódott Nagyszentmiklós felé a DN6-os főút irányába.

## Nyomvonala
Makó-Rákos területének délkeleti szélén indul, delta csomópontban kiágazva a 4432-es útból, kevéssel annak a 61. kilométere előtt; a delta északi ága viseli a 4432-es, a déli a 4425-ös számozást, a keleti ág pedig külön számozódik, 92 504-es számmal. Alig 50 méter után beletorkollik északkelet felől a 4426-os út, szintén egy, az előbbinél terebélyesebb delta csomóponttal, amelynek ugyancsak a keleti ága visel önálló útszámozást, 92 505-ös útként számozódva.
A kezdeti szakasz szétágazásai után az út délkelet felé indul, így lépi át Makó és Királyhegyes határát is, 2,2 kilométer után. 3,6 kilométer után egy elágazáshoz ér: ott a 44 127-es út ágazik ki belőle északkelet felé, a Királyhegyeshez tartozó Csikóspusztára. A 4. kilométerét elhagyva az út nagy ívben délnyugatnak, sőt nyugatnak fordul, Királyhegyes belterületét már így éri el, 4,7 kilométer után, ahol a Dózsa György utca nevet veszi fel. 5,3 kilométer táján éri el a község templomát, ahol délnek fordul, ugyanott kiágazik belőle a 4424-es út. Innen a Jókai utca, majd a falu déli szélén egy rövid szakaszon a Béke utca nevet viseli, 5,8 kilométer után pedig ki is lép a település házai közül.
6,3 kilométer után az út már Apátfalva határai közt folytatódik, kilométereken át külterületek közt haladva déli irányban. Majdnem pontosan a 10. kilométerénél keresztezi felüljáróval az M43-as autópálya nyomvonalát, a sztrádával közös csomópontja is van ott, s a felüljáró két végpontját kijelölő két körforgalom közötti rövid távon közös szakasza is van a Gyulától Makóig húzódó 4434-es úttal, kilométer-számozás tekintetében azonos irányban számozódva. A 4434-es a sztrádacsomópont északi körforgalmába kelet felől lép be, a déliből pedig nagyjából nyugat felé lép ki, míg az autópálya átkötő ágai mind a 4425-ös út tengelyétől nyugatra húzódnak.
Kevéssel a 15. kilométere előtt az út délnyugati irányt vesz, így éri el Apátfalva belterületének északi szélét is. Kicsivel a 17. kilométere után keresztezi a Békéscsaba–Kétegyháza–Mezőhegyes–Újszeged-vasútvonalat, majd hamarosan délnek fordul, és keresztezi a 43-as főutat, nem messze annak 42. kilométerétől. A folytatásban a Kereszt utca nevet veszi fel, így húzódik a település déli széléig, amit 18,4 kilométer után ér el. Utolsó szakaszán Magyarcsanád külterületein húzódik, néhány kisebb irányváltástól eltekintve továbbra is leginkább dél felé. Az itt határfolyóként húzódó Maros partjánál ér véget; a második világháború vége előtt tovább is folytatódott a határ túloldalán Nagyszentmiklós felé, de ma már az egykori hídnak csak a csupasz pillérei állnak a meder közepén, s az elhagyatott hídfők a két partoldalon.
Teljes hossza, az országos közutak térképes nyilvántartását szolgáló kira.gov.hu adatbázisa szerint 19,363 kilométer.

## Települések az út mentén
- Makó-Rákos
- Királyhegyes
- Apátfalva
- Magyarcsanád